# عیناتا، بنت جبیل
عیناتا (به عربی: عيناتا) یک منطقهٔ مسکونی در لبنان است که در شهرستان بنت جبیل واقع شده‌است.
 عیناتا   ۷۴۰ متر بالاتر از سطح دریا واقع شده‌است.